# Anthomyia ursula
Anthomyia ursula este o specie de muște din genul Anthomyia, familia Anthomyiidae. A fost descrisă pentru prima dată de Wilhelm Ferdinand Erichson în anul 1851. Conform Catalogue of Life specia Anthomyia ursula nu are subspecii cunoscute.